# Flocon de maïs
Les flocons de maïs, pétales de maïs, aussi parfois appelé corn flakes, sont un produit alimentaire dérivé du maïs. C'est un mets à base de maïs cuit avec du sucre et des vitamines. La pâte est aplatie et grillée en forme des flocons familiers qui sont habituellement consommés au petit déjeuner, servis avec du lait.
La majorité du maïs à flocons est aujourd'hui produite en Argentine à partir de la variété « Plata ».

## Histoire
L'histoire des corn flakes trouve son origine à la fin du XIXe siècle. En 1894, le docteur John Harvey Kellogg, directeur d'un sanitarium à Battle Creek dans le Michigan, introduisit cette recette dans le régime végétarien qu'il imposait à ses  patients, et qui excluait aussi l'alcool, le tabac et la caféine.
Le régime qu'il imposait n'était constitué que d'aliments insipides : il était en fait partisan de l'abstinence sexuelle et suivait les préceptes de Sylvester Graham qui affirmait que les mets doux ou piquants pouvaient exacerber les passions, tandis que les flocons de céréales auraient un effet anti-aphrodisiaque et permettraient de lutter contre la masturbation,,,. 
Cette idée des flocons de céréales commença par un accident, lorsque le Dr Kellogg et son frère, Will Keith Kellogg, laissèrent un peu de blé bouilli à refroidir, pendant qu'ils s'occupaient des problèmes du sanitarium. À leur retour, ils constatèrent que le blé était devenu rassis, mais vu qu'ils avaient un budget limité, ils décidèrent de continuer à le travailler en l'aplatissant à l'aide de rouleaux, espérant obtenir une grande feuille de pâte. À leur surprise, ce qu'ils obtinrent furent des grains aplatis, qui une fois grillés donnèrent des « flocons » légers et croquants, qu'ils servirent à leurs patients. Cela se déroula approximativement le 14 avril 1894, et le 31 mai suivant le produit fut breveté sous le nom de Granose.
Les flocons de blé, servis avec du lait, devinrent rapidement un mets très populaire chez les patients, si bien que les frères Kellogg commencèrent à expérimenter la recette avec d'autres céréales. En 1906, Will Keith Kellogg, qui travaillait comme directeur administratif du sanitarium, décida de lancer le produit sur le marché, créant sa propre entreprise, la société Kellogg's. Pour cela, il dut se quereller avec son frère au sujet de l'ajout de sucre dans les flocons pour leur donner une saveur plus agréable et mieux adaptée à un plus vaste public. Les corn flakes furent le premier produit qu'il commercialisa. Pour stimuler les ventes, il ajouta, en 1909, une offre spéciale, un livre d'images sur les animaux de la jungle, le Funny Jungleland Moving Pictures Booklet, donné à quiconque achèterait deux paquets de céréales. Ce même prix fut offert pendant 23 ans. Dans l'intervalle, Kellogg commença l'expérimentation de nouvelles céréales pour compléter sa gamme de produits. Les « rice krispies » (riz croustillant), son grand succès, furent mis en vente pour la première fois en 1929.
Un ex-employé de la société Kellogg's, C. W. Post, fonda une entreprise rivale qui devint la seconde marque de corn flakes aux États-Unis, les Post Toasties.